# Alexandra Popp
Alexandra Popp (Witten, 6 de abril de 1991) é uma futebolista profissional alemã que atua como atacante.

## Carreira
Alexandra Popp fez parte do elenco da Seleção Alemã de Futebol Feminino, nas Olimpíadas de 2016.

## Títulos

### Artilharias
- Chuteira de Bronze da Copa do Mundo de Futebol Feminino de 2023 (4 gols)